# Afterlife (Avenged Sevenfold)
Afterlife è un singolo del gruppo musicale statunitense Avenged Sevenfold, pubblicato il 29 gennaio 2008 come terzo estratto dal quarto album in studio Avenged Sevenfold.

## Descrizione
Quarta traccia dell'album, Afterlife è caratterizzata da un'introduzione eseguita da una sezione d'archi, arrangiata dagli Avenged Sevenfold stessi insieme a Marc Mann. Secondo quanto spiegato dal chitarrista Zacky Vengeance, il testo del brano parla di un uomo che muore precocemente e si ritrova in paradiso. Prima di entrare, si accorge che ha ancora troppe cose da fare sulla Terra e ritorna indietro per compierle appena scappa dall'aldilà.
La canzone è uno dei contenuti scaricabili di Rock Band 2 e Guitar Hero 5 e fa parte della colonna sonora del videogame NHL 09.

## Video musicale
Il video, diretto da Wayne Isham, consiste nelle riprese del gruppo che suona su un piccolo palco, alternata da scene in cui M. Shadows corre, Zacky Vengeance balla, Synyster Gates in una stanza buia illuminata solo da delle candele con un teschio in mano, Johnny Christ con delle colombe in mano che poi fa volare via e The Rev ha una tarantola che gli cammina sul corpo. Quest'ultima scena è stata una prova di forza per il batterista, a causa della sua aracnofobia.
Le scene in cui la band è presente sono ambientate in due luoghi differenti e contrastanti: il primo è un vecchio magazzino, in cui il colore prevalente è il nero; il secondo è uno spazio bianco imprecisato.

## Tracce
CD promozionale (Regno Unito, Stati Uniti)
1. Afterlife (Edit) – 4:20

CD (Europa)
1. Afterlife – 5:53
2. Critical Acclaim (Live in Hollywood) – 5:23

Download digitale
1. Afterlife – 5:51
2. Critical Acclaim (Live in Hollywood) – 5:22
3. Beast and the Harlot (Live in Hollywood) – 5:54

## Formazione
Hanno partecipato alle registrazioni, secondo le note di copertina di Avenged Sevenfold:
Gruppo
- M. Shadows – voce, arrangiamento strumenti ad arco
- Synyster Gates – chitarra solista, arrangiamento strumenti ad arco
- Zacky Vengeance – chitarra, arrangiamento strumenti ad arco
- Johnny Christ – basso, arrangiamento strumenti ad arco
- The Rev – batteria, seconda voce, arrangiamento strumenti ad arco

Altri musicisti
- Marc Mann – arrangiamento strumenti ad arco
- Caroline Campbell – violino
- Neel Hammond – violino
- Andrew Duckles – viola
- Cameron Stone – violoncello
- Miles Mosley – contrabbasso

Produzione
- Avenged Sevenfold – produzione
- Fred Archambault – ingegneria del suono
- Clifton Allen – assistenza tecnica ai Sunset Sound Recorders
- Chris Steffens – assistenza tecnica agli Eldorado Recording Studios
- Robert DeLong – assistenza tecnica agli Eldorado Recording Studios
- Aaron Walk – assistenza tecnica ai Capitol Studios
- Andy Wallace – missaggio
- Mike Scielzi – assistenza al missaggio
- Josh Wilbur – assistenza al missaggio
- Brian Gardner – mastering

## Classifiche
| Classifica (2008)             | Posizione massima |
| ----------------------------- | ----------------- |
| Regno Unito (rock & metal)    | 1                 |
| Stati Uniti (alternative)     | 20                |
| Stati Uniti (mainstream rock) | 11                |